# Коа Меал
Коа Меал (фр. Coat-Méal) је насељено место у Француској у региону Бретања, у департману Финистер.
По подацима из 2011. године у општини је живело 1034 становника, а густина насељености је износила 95,56 становника/km².

## Демографија
| 1962. | 1968. | 1975. | 1982. | 1990. | 2011. |
| ----- | ----- | ----- | ----- | ----- | ----- |
| 481   | 456   | 508   | 632   | 669   | 1.034 |